# Влахово (округ Рожнява)
Влахово (словац. Vlachovo) — село в окрузі Рожнява Кошицького краю Словаччини. Площа села 37,33 км². Станом на 31 грудня 2016 року в селі проживав 831 житель.

## Історія
Перші згадки про село датуються 1247 роком.

## Населення
| Рік:            | 1994. | 2004. | 2014.   | 2024.    |
| --------------- | ----- | ----- | ------- | -------- |
| Кількість осіб: | 914   | 914   | 860     | 764      |
| Різниця:        |       | +0 %  | -5,90 % | -11,16 % |

| Рік:            | 2023. | 2024. |
| --------------- | ----- | ----- |
| Кількість осіб: | 764   | 764   |
| Різниця:        |       | +0 %  |